# 스콧 베일리

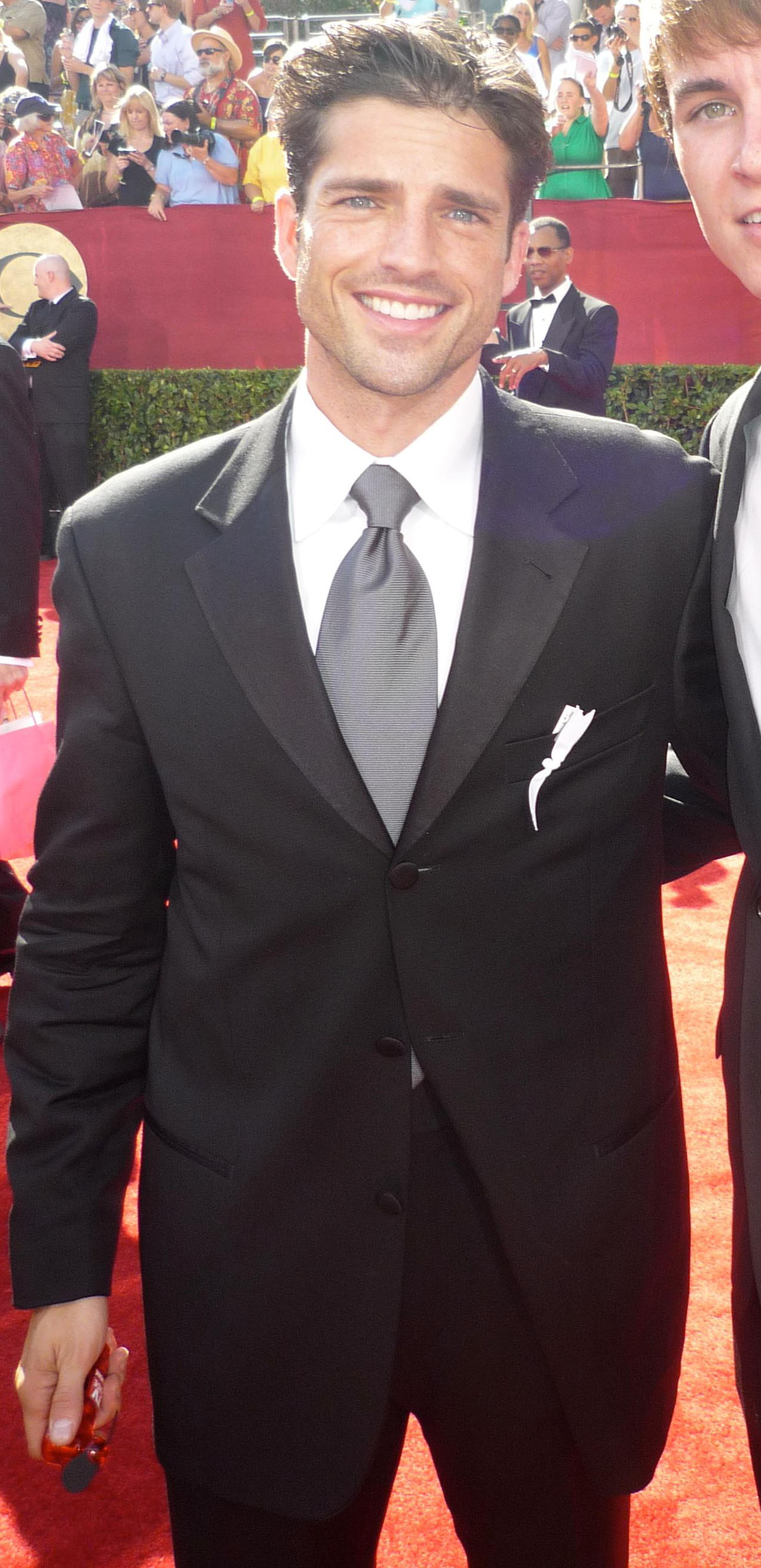

스콧 베일리(Scott Bailey, 1978년 12월 16일 ~ )는 미국의 배우이다.

## 출연 작품
- 프롬 제로 투 아이 러브 유 (2018년)
- 디스패치 (2016년)
- The Perfect Girlfriend (2015)
- 이너 피어 (2015년)
- 벗 위드 어 위스퍼 (2013년)
- 뱅크 롤 (2012년)
- 스트럭 바이 라이트닝 (2012년)
- 백라이트 (2010년)
- 바비를 위한 기도 (2009년)
- 아메리칸 캐롤 (2008, An American Carol)
- 디센트 (2007년)
- 던 오브 아워 네이션 (2001년)
- 저스트 애스크 마이 칠드런 (2001년)

### 텔레비전
- 가이딩 라이트 (2003-06)